# Xuân Tường
Xuân Tường là một xã thuộc huyện Thanh Chương, tỉnh Nghệ An, Việt Nam.
Xã Xuân Tường có diện tích 3.01 km², dân số năm 1999 là 5204 người, mật độ dân số đạt 1729 người/km².

## Địa lý
- Có sông Gang chạy qua đã chia địa bàn xã thành 2 khu vực dân cư: 
+ Khu vực 1: Gồm có 2 xóm với 158 hộ, giao thông đi lại khó khăn, kinh tế thấp
+ Khu vực 2: Gồm 8 xóm với 959 hộ sống xung quanh đường 46 cũ (Nay là đường nối đường Hồ Chí Minh về quê Bác), giao thông đi lại thuận lợi, kinh tế phát triển hơn
- Về Giáo dục: Trên địa bàn xã có 1 trường Mầm non, 1 trường Tiểu học, 1 trường THCS
- Y tế: Có 1 trạm y tế đã đạt chuẩn Quốc gia năm 201o
- Xuân Tường được sát nhập từ xã Thanh Trường và Xuân Dương năm 1969.